# 江南水師學堂
江南水師學堂成立於1890年，由南洋水师創辦，校址位於南京城北挹江門内（今中山北路346号）。江南水師學堂首任總辦為蔣錫彤。民國後改稱南京海軍軍官學校，李和為校長。1925年停辦，校址改為國民政府海軍部。现海军指挥学院位于南京半山园。
江南水師學堂畢業生中有中華民國海軍總長林建章、海軍總長與代總理杜錫珪、同盟會長江盟主和廣州起義領袖趙聲、海軍艦隊司令陳季良、海軍部部長陳紹寬等人。鲁迅亦曾在此就讀。